# Oana Mujea
Oana Stoica-Mujea (n. 20 mai 1981, Ștefănești, România) este o jurnalistă și o scriitoare română, scenaristă și autoare de romane polițiste, thrillere și romane fantastice.

## Biografie
Născută pe 20 mai 1981 la Ștefănești, Oana Mujea și-a realizat studiile la Pitești, unde a obținut diploma de bacalaureat la profilul matematică-fizică, în anul 2000. A urmat Facultatea de Electronică și Inginerie Electrică din Pitești, înainte de a se orienta spre jurnalism, din 2005. În același an și-a început cariera ca scriitoare și a publicat primul său roman intitulat Stăpânul: Răpirea Zeilor. În urma întâlnirii sale cu George Arion , în 2008, a decis să se lanseze în scrieri de ficțiune-crimă polițistă cu romanul Indicii anatomice. Această publicație a avut succes încă de la lansare iar primul tiraj s-a epuizat în trei luni.
Astăzi, Oana Mujea este autoarea a zeci de romane, inclusiv scrieri literare pentru copii și tineri și multe alte povestiri.
În 2011, romanul său Indicii anatomice a fost tradus în engleză și publicat de editura Profusion Publishers, Londra sub titlul Anatomical clues. 
În 2015, același roman apare în revista literară, Dacia literară, printre romanele polițiste române de referință, publicate în ultimii douăzeci și cinci de ani.

## Lucrări

### Romane polițiste și thrillere
- 2008 : Indicii anatomice, publicată de editura Crime Scene Publishing
- 2010 : Parfumul Văduvei Negre, publicată de editura Crime Scene Publishing
- 2010 : Crime perfecte. Dincolo de oglindă, publicată de editura Tritonic
- 2011 : Sărutul Morții, publicată de editura Tritonic
- 2011 : Bunny detectiv (carte pentru copii), publicată de editura Caii Verzi[8]
- 2012 : Greșelile trecutului, publicată de editura Crime Scene Publishing
- 2015 : Jucătorul, publicată de editura Crime Scene Press

### Romane fantastice
- 2005: Trilogia Stăpânul: Răpirea Zeilor, publicată de editura NapocaStar, Cluj-Napoca
- 2005: Șarama, publicată de editura Mihai Eminescu
- 2007: Colecționarul de obiective, publicată de editura InfoData, Cluj-Napoca
- 2008: Războiul Reginelor ( vol I, seria Dinastii), publicată de editura Tritonic
- 2008: Războiul Reginelor (volumul II, seria Dinastii), publicată de editura Tritonic
- 2009: Regina elfă (volumul III, seria Dinastii), publicată de editura Tritonic[9]
- 2010: Regina arkudă și amuletele puterii (volumul IV, seria Dinastii), publicată de editura Tritonic

### Povestiri
- Cacealmaua, publicată în data de 09 octombrie 2013, de cotidianul Evenimentul Zilei[10]
- Alibiul perfect, publicată pe 23 octombrie 2013, de cotidianul Evenimentul Zilei[11]
- Labirintul morții, publicată în data de 06 noiembrie 2013, de cotidianul Evenimentul Zilei[12]
- Crima organizată transfrontalieră, în direct, publicată pe 20 noiembrie 2013, de cotidianul Evenimentul Zilei[13]
- Lista neagră, publicată pe 4 decembrie 2013, de cotidianul Evenimentul Zilei[14]
- Jurnalul unui asasin, publicată pe 17 decembrie 2013, de cotidianul Evenimentul Zilei[15]